# Marquette University

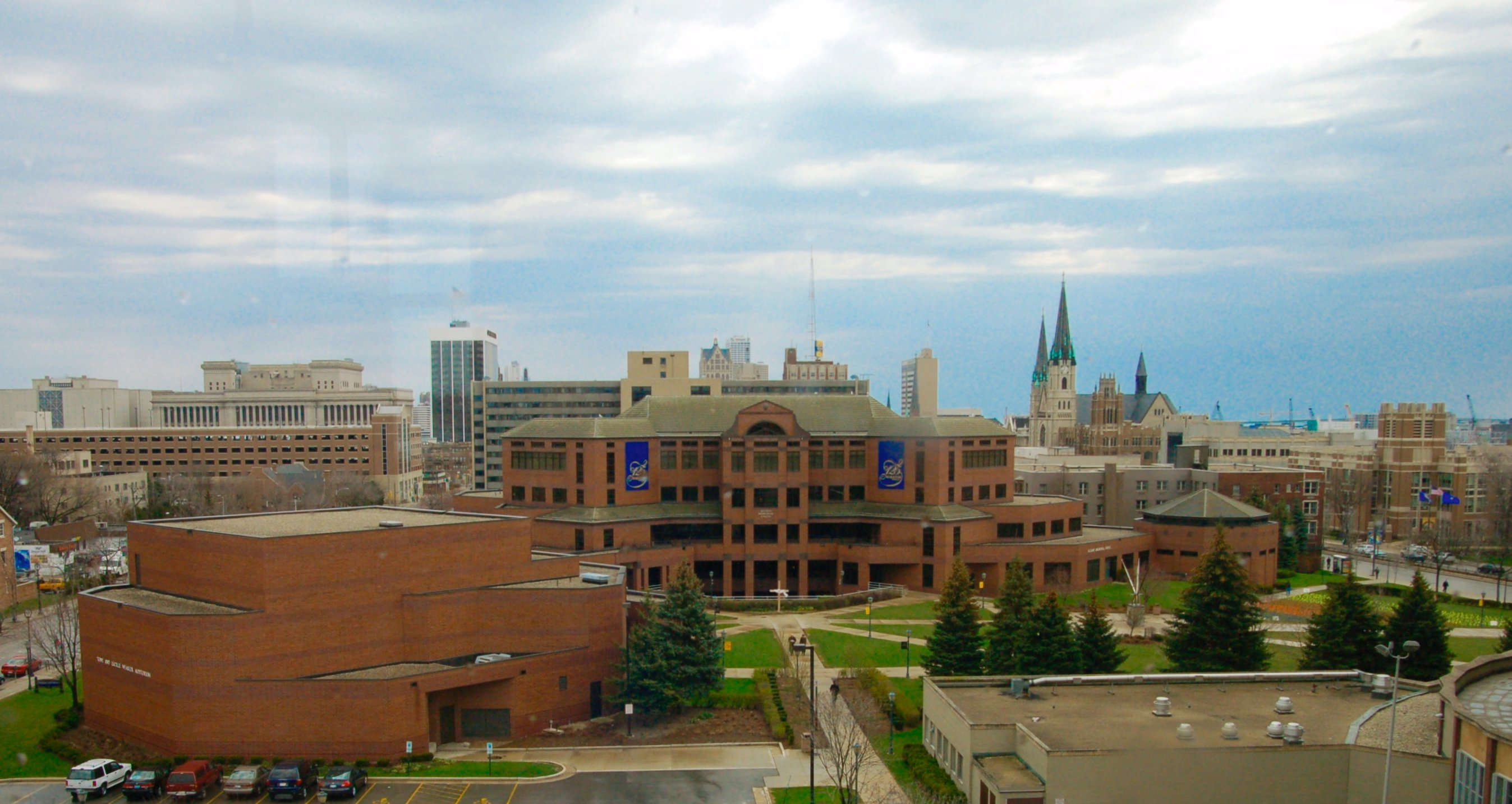
Campus der Universität

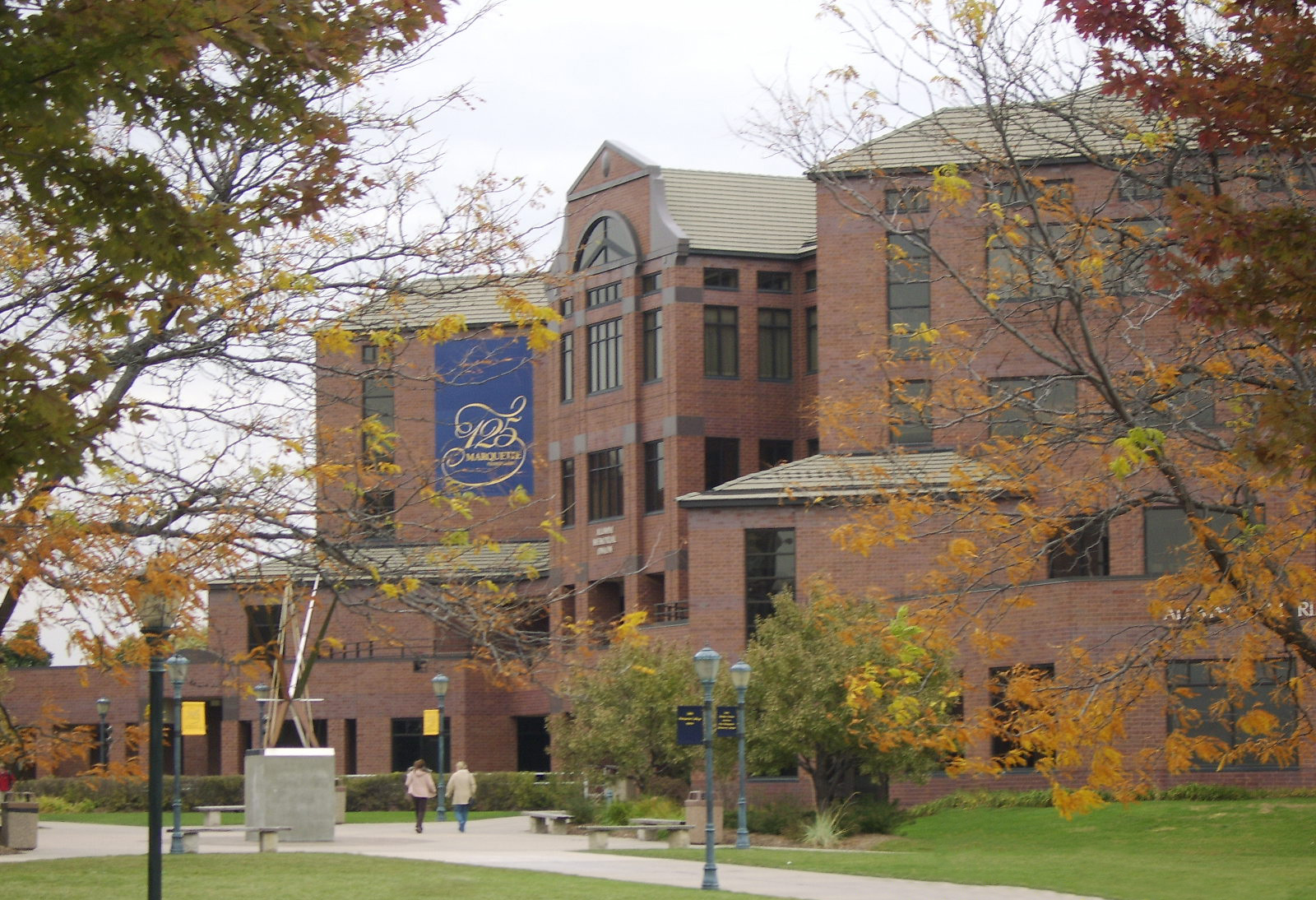
Teil des Campus im Zentrum von Milwaukee

Die Marquette University ist eine private katholische Universität in Milwaukee, die 1881 gegründet wurde. Sie ist die größte private Universität im Staat Wisconsin und eine der größten privaten Jesuiten-Universitäten der USA. Sie ist Mitglied der Association of Jesuit Colleges and Universities, einer Vereinigung von 28 Jesuitenhochschulen (→ Jesuiten).
Der Campus umfasst 320.000 m² und befindet sich in der Innenstadt Milwaukee. Momentan gehören zu der Hochschule elf Schulen und Colleges.
Auf dem Campus befindet sich die St-Joan-of-Arc-Kapelle, die aus dem 15. Jahrhundert stammt und nach Milwaukee transloziert wurde.

## Zahlen zu den Studierenden und den Dozenten
Im Herbst 2020 waren 11.550 Studierende an der Universität eingeschrieben. Davon strebten 8.024 (69,5 %) ihren ersten Studienabschluss an, sie waren also undergraduates. Von diesen waren 55 % weiblich und 45 % männlich; 7 % bezeichneten sich als asiatisch, 4 % als schwarz/afroamerikanisch, 15 % als Hispanic/Latino und 69 % als weiß. 3.526 (30,5 %) arbeiteten auf einen weiteren Abschluss hin, sie waren graduates. Es lehrten 1.207 Dozenten an der Universität, davon 716 in Vollzeit und 491 in Teilzeit.
Auch 2006 und 2009 lag die Zahl der Studierenden bei rund 11.500.

## Sport
Die Sportteams der Marquette University sind die Golden Eagles. Die Hochschule ist Mitglied in der Big East Conference.
Koordinaten: 43° 2′ 18″ N, 87° 55′ 41,2″ W

## Persönlichkeiten
- Marc Alaimo (* 1942), Schauspieler
- George Andrie (1940–2018), American-Football-Spieler
- Wayland Becker (1910–1984), American-Football-Spieler
- Felix Perez Camacho (* 1957), Gouverneur von Guam
- Jae Crowder (* 1990), Basketballer der Milwaukee Bucks
- LaVern Dilweg (1903–1968), American-Football-Spieler und Politiker
- Red Dunn (1901–1957), American-Football-Spieler
- Chris Farley (1964–1997), Komiker bei Saturday Night Live und Schauspieler
- James Foley (1973–2014), Journalist
- Lawrence Frank (* 1970), Basketballtrainer
- Gloria Ford Gilmer (1928–2021), Mathematikerin und Hochschullehrerin
- Amy Madigan (* 1950), Schauspielerin
- William Edward Martz (1945–1983), Schachspieler
- Joanna Isabel Mayer (1904–1991), Mathematikerin und Hochschullehrerin, war die erste Doktorandin in Mathematik an der Marquette University
- Joseph McCarthy (1908–1957), US-amerikanischer Politiker
- Ralph Metcalfe (1910–1978), Leichtathlet, Olympiasieger und Politiker
- John Neumeier (* 1939), US-amerikanischer Tänzer, Choreograf und Ballettdirektor
- Pat O’Brien (1899–1983), Schauspieler
- Rudy Perpich (1928–1995), Politiker und ehemaliger Gouverneur von Minnesota
- Doc Rivers (* 1961), Ex-Basketballprofi und Basketballtrainer
- Hildegarde Sell (1906–2005), Kabarett-Sängerin
- Scott Hahn (* 1957), Theologe (Bibelwissenschaften)
- Dwyane Wade (* 1982), Ex-Basketballprofi der Miami Heat
- Jimmy Butler (* 1989), Basketballer der Miami Heat
- Danny Pudi (* 1979), Schauspieler